# Allobates fratisenescus
Allobates fratisenescus (Morales, 2002) è un anfibio anuro appartenente alla famiglia degli Aromobatidi.

## Distribuzione e habitat
È endemica del bacino del Rio Pastaza nella provincia del Pastaza in Ecuador. Si trova tra 900 e 1000 m di altitudine sul lato orientale della cordigliera orientale.